# Кічхулдаші
Кічхулдаші (груз. კიჩხულდაში) — село в Грузії.
За даними перепису населення 2014 року в селі проживає 6 осіб.